# Hans Ris
Hans Ris (15 de juny de 1914 - 19 de novembre de 2004) va ser un citòleg nord-americà i un pioner de la microscopia electrònica. Els seus estudis d'estructura cromosòmica van revelar la importància de les proteïnes no històniques i, juntament amb la biòloga evolucionista Lynn Margulis, va ser un dels primers a reconèixer que les algues verdes eren un tipus especial de bacteris. Va encunyar el terme genòfor per a l'ADN de procariotes per ressaltar les seves diferències del cromosoma d'eucariotes. Ris va ser membre fundador de la Societat Americana de Biologia Cel·lular i va rebre el Premi Distingit del Científic per la Societat de Microscòpia d'Amèrica el 1983.

## Biografia
Hans Ris va néixer a Berna, Suïssa el 15 de juny de 1914, on també va créixer. Inspirat en les obres de l'entomòleg francès Jean Henri Fabre, observa els hàbits de les formigues, les vespes i les abelles. Va arribar a Amèrica el 1938 per treballar amb B.H. Willier a Rochester, Nova York. Després de rebre el seu doctorat a la Universitat de Colúmbia, es va traslladar a Johns Hopkins i posteriorment al laboratori d'Alfred Mirsky a la Universitat Rockefeller, on va estudiar l'estructura dels cromosomes. Després va anar al departament de zoologia de la Universitat de Wisconsin el 1949, on va començar a treballar amb microscopis electrònics. El 1972 va establir el laboratori de microscòpia d'electrons d'alta tensió (HVEM) dins de la Universitat de Wisconsin-Madison. Es va retirar als 75 anys, però va romandre investigador emèrit del Centre de Recursos Integrats de Microscòpia (IMRC) de la Universitat de Wisconsin i va continuar treballant en imatges d'alta resolució del complex de porus nuclears.

## Serie de Seminaris Hans Ris
El Laboratori d'Instrumentació Òptica i Computacional (LOCI) a la University of Wisconsin -Madison acull una sèrie de seminaris anuals en honor de Ris, que va supervisar la instal·lació d'un dels primers microscopis electrònics d'alt voltatge a la primera ubicació de LOCI. Ris va romandre investigador emèrit de l'IMR fins a la seva mort el 2004.
 'Hans Ris Seminar Sèries Ponents destacats' :
2017: Erik M. Jorgensen Arxivat 2019-05-06 a Wayback Machine.; Universitat de Utah
2016: David H. Hall Arxivat 2018-07-15 a Wayback Machine.; Albert Einstein College
2015: Kent McDonald Arxivat 2017-11-13 a Wayback Machine.; UC Berkeley
2014: Wah Chiu; Baylor College of Medicine
2013: Thomas Müller-Reichert Arxivat 2018-07-19 a Wayback Machine.; Technische Universität Dresden
2012: Mark E. Ellisman Arxivat 2018-07-19 a Wayback Machine.; UC San Diego

## Obres seleccionades
- Mirsky, A. E., i Hans Ris. "Components variables i constants dels cromosomes".  Natura  163.4148 (1949): 666-666.
- Mirsky, A. E., i Hans Ris. "El contingut d'àcid desoxirribonucleic de les cèl·lules animals i la seva importància evolutiva".  The Journal of physiology general  34.4 (1951): 451.
- Peterson, JOAN B. i Hans Ris. "Estudi electrònic-microscòpic del moviment de l'eix i el cromosoma en el llevat Saccharomyces cerevisiae".  Journal of cell science  22.2 (1976): 219-242.